# Sven-Olof Holmgren
Sven-Olof Holmgren, född 1 mars 1940, är en svensk partikelfysiker. Han disputerade 1970 vid Stockholms universitet där han numera är professor emeritus i elementarpartikelfysik. Han blev 1996 ledamot av Vetenskapsakademien.